# Calycosia lageniformis
Calycosia lageniformis là một loài thực vật có hoa trong họ Thiến thảo. Loài này được (Gillespie) A.C.Sm. mô tả khoa học đầu tiên năm 1936.